# Anne Zenoni
Anne Zenoni (* 26. März 1971 in Albi) ist eine ehemalige französische Fußballspielerin.

## Vereinskarriere
Anne Zenoni spielte als Jugendliche und junge Frau zunächst beim Postsportverein ihrer Geburtsstadt, die ASPTT Albi. Von dort holte sie 1991 der Toulouse OAC in die Hauptstadt der Region, und schon in ihrer ersten Saison wurde sie auch zur Nationalspielerin (siehe unten). Als der französische Fußballverband FFF mit der Spielzeit 1992/93 eine einheitliche landesweite erste Liga einführte, gehörte der TOAC zu den zwölf dafür qualifizierten Klubs, stieg allerdings bereits am Ende dieser Saison wieder daraus ab.
Ab 1994 wieder erstklassig, begann die Zeit, in der die Toulouserinnen den Frauenfußball in Frankreich dominierten, und Anne Zenoni war bei dessen Aufstieg zusammen mit der Abwehrspielerin Gaëlle Blouin eine der Führungspersönlichkeiten dieser Frauschaft, nicht nur für ihre überwiegend jüngeren Mannschaftskameradinnen wie Élodie Woock, Sabrina Viguier und später beispielsweise noch Lilas Traïkia. Sie spielte auf der Position einer „hängenden Stürmerin“, trat also weniger als Torjägerin in Erscheinung, sondern verteilte die Bälle an die Sturmspitzen ihres Teams. 1995 – als Aufsteiger – und 1997 gewann Toulouse jeweils die Vizemeisterschaft, ehe die Frauen 1999 zum ersten Mal französische Meisterinnen wurden. Diesen Erfolg wiederholte Zenonis Team in den folgenden beiden Jahren. Als die französische Profifußballergewerkschaft UNFP 2001 ihre Auszeichnung der besten Spieler einer Saison erstmals auch für Frauen vergab, war Zenoni die erste Titelträgerin.
2001 wollte der Verein die von der FFF für das kommende Jahr angekündigte, vorsichtige Professionalisierung des Frauenfußballs nicht mitvollziehen; deshalb schloss sich TOACs Abteilung komplett dem Lokalrivalen FC Toulouse an – und die Spielerinnen gewannen im neuen Dress ihre vierte Meisterschaft in Folge. In derselben Spielzeit waren sie zudem im neu geschaffenen Landespokalwettbewerb siegreich und wurden so zu den ersten Doublé-Gewinnerinnen Frankreichs. In der Endspielelf gegen den FC Lyon fehlte Anne Zenoni allerdings verletzungsbedingt, und sie beendete anschließend ihre Laufbahn zumindest im Erstligasport. In ihre Geburtsstadt zurückgekehrt, bestritt die inzwischen 35-Jährige in der Saison 2006/07 allerdings noch Pflichtspiele für den Drittligisten ASPTT Albi. In Albi arbeitet sie gegenwärtig (2014) als Sportlehrerin.

### Stationen
- Association Sportive de la PTT Albi (bis 1991)
- Toulouse Olympique Aérospatial Club (1991–2001)
- Toulouse Football Club (2001/02)
- ASPTT Albi (mindestens 2006/07)

## In der Nationalelf
In der französischen A-Nationalmannschaft der Frauen debütierte Anne Zenoni im März 1992, als Nationaltrainer Aimé Mignot sie zwei Tage nach ihrem 21. Geburtstag bei einem Freundschaftsmatch gegen Norwegen in der Startformation berücksichtigte. Zur unumstrittenen Stammspielerin bei den Bleues wurde sie ab der Saison 1995/96 und blieb dies für insgesamt 50 Länderspiele – das letzte davon im Juli 2001 – auch unter Mignots Nachfolgerin Élisabeth Loisel. Auch in diesem Kreis eher Vorlagengeberin für die Sturmspitzen, namentlich Marinette Pichon und Angélique Roujas, erzielte sie im Nationaltrikot dennoch auch sechs Tore, davon je zwei Mitte der 1990er Jahre gegen Irland und die USA sowie zwei weitere im Jahr 2000 gegen Schweden beziehungsweise England.
Anne Zenoni hat an zwei Europameisterschaftsendrunden teilgenommen, bei denen die Französinnen allerdings jeweils bereits nach der Vorrunde die Heimreise antreten mussten. Bei dem Turnier in Norwegen und Schweden 1997 bestritt sie alle drei französischen Partien, 2001 in Deutschland fehlte sie im Vorrundenmatch gegen Dänemark und wurde dort in ihrem letzten Länderspiel gegen Italien auch erst in der 90. Spielminute eingewechselt.
Sie ist auch auf die Frauenteams aus der Schweiz (drei Begegnungen 1997, 1999 und 2001), Österreich und Deutschland (beide 1999) getroffen und hat dabei lediglich gegen die Letztgenannten verloren.

## Palmarès
- Französische Meisterin: 1999, 2000, 2001, 2002 (und Vizemeisterin 1995, 1997)
- Französische Pokalsiegerin: 2002 (ohne eigenen Endspieleinsatz)
- 50 A-Länderspiele, 6 Tore für Frankreich
- Beste Spielerin der ersten französischen Liga: 2001/02